# Sanjar Kuvvatov
Sanjar Kuvvatov (uzbek cyr.:Санжар Қувватов, uzbek lat.: Sanjar Quvvatov), (sinh ngày 8 tháng 1 năm 1990) là một cầu thủ bóng đá người Uzbekistan. The 5 ft 11 ở thủ môn thi đấu cho đội bóng tại Giải bóng đá vô địch quốc gia Uzbekistan Mash'al Mubarek. Anh thi đấu cho Uzbekistan ở nhiều cấp độ trẻ khác nhau, bao gồm U-20 và U-21.
Anh chơi tất cả ba trận của Uzbekistan tại Giải vô địch bóng đá U-20 thế giới 2009 ở Ai Cập để thủng lưới 6 bàn. Mặc dù về đích thứ ba ở Bảng D, một điểm giành được không đủ để giúp Uzbekistan vào vòng loại trực tiếp. Kuvvatov thi đấu với U-21 Anh ngày 10 tháng 8 năm 2010 tại Ashton Gate. Mặc dù Anh kiểm soát hầu hết thế trận và có rất nhiều cú sút, tỉ số vẫn giữ chỉ 2-0 – chủ yếu nhờ những pha bắt bóng xuất sắc của Kuvvatov.